# Liste der Kulturdenkmäler in Offenbach-Rumpenheim
Die folgende Liste enthält die in der Denkmaltopographie ausgewiesenen Kulturdenkmäler auf dem Gebiet des Stadtteils Rumpenheim der kreisfreien Stadt Offenbach am Main, Hessen.
Hinweis: Die Reihenfolge der Denkmäler in dieser Liste orientiert sich an der Anschrift, alternativ ist sie auch nach der Bezeichnung, der vom Landesamt für Denkmalpflege vergebenen Nummer oder der Bauzeit sortierbar.
Kulturdenkmäler werden fortlaufend im Denkmalverzeichnis des Landes Hessen durch das Landesamt für Denkmalpflege Hessen auf Basis des Hessischen Denkmalschutzgesetzes (HDSchG) geführt. Die Schutzwürdigkeit eines Kulturdenkmals hängt nicht von der Eintragung in das Denkmalverzeichnis des Landes Hessen oder der Veröffentlichung in der Denkmaltopographie ab.

| Bild                    | Bezeichnung                       | Lage | Beschreibung | Bauzeit                | Objekt-Nr. |
| ----------------------- | --------------------------------- | --- | --- | ---------------------- | ---------- |
| Bild gesucht BW         | Gesamtanlage                      | Rumpenheim, Alter Ortskern – Rumpenheim Lage                                                                             | Das als Kulturdenkmal geschützte Gebiet besteht aus dem Schloss, dem Schlosspark mit Schlosskirche, Mausoleum und den Zierbauten des Parks, sowie dem alten Ortskern Rumpenheims in seiner Ausdehnung kurz vor dem Schlossausbau                                                          |                        | 78465 DDB  |
| Gesamtanlage            | Gesamtanlage                      | Waldheim, Am Wiesengrund LageFlur: 14, Flurstück: 216/2, 217, 218/4                                                      | Die Gesamtanlage besteht aus der Friedrich-Ebert-Schule, der Heilig-Kreuz-Kirche, dem Pfarrhaus und der zentralen Grünfläche. | 1952–1973              | 129818 DDB |
| Grünfläche              | Grünfläche                        | Waldheim, Am Wiesengrund LageFlur: 14, Flurstück: 217                                                                    | Grünfläche zwischen der Friedrich-Ebert-Schule und der Heilig-Kreuz-Kirche | 1952                   | 129818 DDB |
| Heilig-Kreuz-Kirche     | Heilig-Kreuz-Kirche               | Waldheim, Am Wiesengrund 30 LageFlur: 14, Flurstück: 216/2                                                               | | 1955                   | 807763 DDB |
| weitere Bilder          |                                   | Rumpenheim, Breite Straße 2 LageFlur: 1, Flurstück: 106/1                                                                | Ehemaliger Verwaltungsbau für die Güter des Schlosses aus dem 19. Jahrhundert. Die hufeisenförmige Anlage besteht aus dem fünf-achsigen, zweigeschossige Mittelteil mit asymmetrischem Eingang und zwei zur Front dreiachsigen und zu den Seiten sieben- bzw. sechsachsigen Flügelbauten. | Anfang 19. Jahrhundert | 78464      |
|                         |                                   | Rumpenheim, Breite Straße 19 LageFlur: 1, Flurstück: 39                                                                  | Zweigeschossige Bauernhofreite aus dem 17. Jahrhundert in Fachwerk mit verputzten Gefachen. | Anfang 17. Jahrhundert | 78466      |
|                         |                                   | Rumpenheim, Breite Straße 23 LageFlur: 1, Flurstück: 41                                                                  | Einfaches, zweistöckiges, giebelständiges Fachwerkhaus aus der Zeit um 1800 am Ende der ehemaligen Dorfhauptstraße. | 1795 bis 1805          | 78080 DDB  |
| Ehemaliges Rathaus      | Ehemaliges Rathaus                | Rumpenheim, Bürgeler Straße 1 LageFlur: 1, Flurstück: 139                                                                | Einfacher klassizistischer Putzbau mit zwei Stockwerken aus der Zeit um 1870. Rathaus bis zur Eingemeindung 1942. | 1865 bis 1875          | 78446 DDB  |
|                         |                                   | Rumpenheim, Bürgeler Straße 2 LageFlur: 1, Flurstück: 188/1                                                              | Wohnhaus aus dem Jahr 1887 | 1887                   | 78447 DDB  |
|                         |                                   | Rumpenheim, Bürgeler Straße 12 LageFlur: 1, Flurstück: 194/1                                                             | Wohnhaus aus dem Jahr 1904 | 1904                   | 78448 DDB  |
| weitere Bilder          |                                   | Rumpenheim, Dörnigheimer Straße 3 LageFlur: 1, Flurstück: 91                                                             | Hofreite, erbaut nach 1786 |                        | 78449 DDB  |
|                         |                                   | Rumpenheim, Dörnigheimer Straße 13 LageFlur: 1, Flurstück: 128                                                           | Fachwerkwohnhaus mit Satteldach, erbaut zu Beginn des 19. Jahrhunderts | Anfang 19. Jahrhundert | 78450 DDB  |
| weitere Bilder          | Van Kaick’sches Hofgut            | Rumpenheim, Mainkurstraße 7–11 LageFlur: 1, Flurstück: 12/2, 3,4                                                         | | 1855 bis 1865          | 78452 DDB  |
|                         |                                   | Rumpenheim, Mainkurstraße 8 LageFlur: 1, Flurstück: 81/1                                                                 | einstöckiges Handwerkerhaus aus der Zeit um 1800 | 1795 bis 1805          | 78451 DDB  |
| weitere Bilder          | Friedhof, Gefallenendenkmal       | Rumpenheim, Mainkurstraße 20 LageFlur: 1, Flurstück: 164/3                                                               | Denkmal für die Gefallenen des Ersten Weltkrieges aus den 1930er-Jahren | 1930 bis 1940          | 78467 DDB  |
| weitere Bilder          | Ehemaliger Marstall               | Rumpenheim, Marstallstraße 5 und 7 LageFlur: 1, Flurstück: 108/1, 108/2                                                  | Zum Schloss gehörige Marstall, entstanden ab ca. 1850 | 1850                   | 78453 DDB  |
|                         |                                   | Rumpenheim, Neugasse 8 LageFlur: 1, Flurstück: 18                                                                        | Zweigeschossiges, giebelständiges Fachwerkwohnhaus, nach 1786 | Ende 18. Jahrhundert   | 78454 DDB  |
|                         |                                   | Rumpenheim, Neugasse 10 LageFlur: 1, Flurstück: 17                                                                       | Zweigeschossiges, giebelständiges Fachwerkwohnhaus, nach 1786 | Ende 18. Jahrhundert   | 78455 DDB  |
|                         |                                   | Rumpenheim, Neugasse 11 LageFlur: 1, Flurstück: 27                                                                       | Stattlicher, zweigeschossiger Bau aus der Zeit um 1800 | 1795 bis 1805          | 78456 DDB  |
| Ehemaliger Marstall     | Ehemaliger Marstall               | Rumpenheim, Rumpenheimer Schlossgasse 1–7 LageFlur: 1, Flurstück: 71/1, 71/2                                             | |                        | 78079 DDB  |
| weitere Bilder          | Schloss und Schlosspark           | Rumpenheim, Rumpenheimer Schlossgasse 9–19 LageFlur: 1, Flurstück: 73, 73/2–6, 75/12, 78; 46/4, 47, 48/1–23, 81 82, 83/2 | | 1680                   | 78463 DDB  |
| Ehemaliges Mausoleum    | Ehemaliges Mausoleum              | Rumpenheim, Rumpenheimer Schlossgasse 20 LageFlur: 1, Flurstück: 75/10                                                   | 1801 von Landgraf Friedrich von Hessen-Kassel erbautes Familiengrab | 1801                   | 78462 DDB  |
|                         |                                   | Rumpenheim, Schlossgartenstraße 2 LageFlur: 1, Flurstück: 107                                                            | zweigeschossigen, einfachen Wohnhauses vom Anfang des 19. Jahrhunderts am Standort des alten Torturms | Anfang 19. Jahrhundert | 78461 DDB  |
| weitere Bilder          | Schlosskirche, Grabmal Landgrafen | Rumpenheim, Schlossgartenstraße 4 LageFlur: 1, Flurstück: 75/4–5, 77/1                                                   | | 1756                   | 78457 DDB  |
| weitere Bilder          | Evangelisches Pfarrhaus           | Rumpenheim, Schlossgartenstraße 5 LageFlur: 1, Flurstück: 134                                                            | | 1897                   | 78468 DDB  |
|                         |                                   | Rumpenheim, Schmiedegasse 2/4 LageFlur: 1, Flurstück: 66                                                                 | Zweigeschossiges Fachwerkwohnhaus aus dem 18. Jahrhundert | Anfang 18. Jahrhundert | 78458 DDB  |
| Gasthaus Zum Schiffchen | Gasthaus Zum Schiffchen           | Rumpenheim, Schmiedegasse 8 LageFlur: 1, Flurstück: 63                                                                   | | Anfang 18. Jahrhundert | 78459 DDB  |
| weitere Bilder          |                                   | Rumpenheim, Untergasse 11 LageFlur: 1, Flurstück: 44/2                                                                   | Einfacher zweigeschossiger Fachwerkbau, um 1800 | 1795 bis 1805          | 78460 DDB  |